# Чинхойи
Чинхойи (англ. Chinhoyi) — город на севере центральной части Зимбабве, административный центр провинции Западный Машоналенд, а также — центр округа Маконде.
По оценкам муниципалитета Чиньхойи, в городе насчитывается 14 000 земельных участков, не включая районы Аляска и Шеклтон, где расположены 891 и 840 жилых участков соответственно.
Муниципалитет Чиньхойи включает жилые районы средней и низкой плотности застройки для жителей со средним и высоким уровнем дохода, такие как Риверсайд, Оранж Гроув, Гольф Корс, Мзари, Мапако и часть Рувимбо. Также в состав муниципалитета входят 11 густонаселенных районов с низким уровнем дохода: Русунунгуко, Брандиш, Чиконохоно, Руджеко, Гадзема, Хуньяни Мпата, Рувимбо 1 и 2, Катанда, Мпата, Уайт-Сити, Колд Стрим, Черима, Олд Сингл Квотерс, Дзаканака, Читамбо и Пфунгва. 
В 2000 году после прекращения деятельности Корпорации развития горнодобывающей промышленности Зимбабве (ZMDC) муниципалитет Чиньхойи присоединил два шахтерских пригорода, Аляска и Шеклтон, которые стали избирательными округами 14 и 15 соответственно, что привело к увеличению численности населения города.

## История
Город Чинхои, известный в колониальную эпоху как Синойя, берет свое название от имени Тингьи — вождя племени Лозви/Розви, который, согласно преданиям племени Зезуру, был сыном Лукулубы и родственником Мукурувы, третьего сына императора Нетджасике. Исторически народность Каланга принадлежала к Лозви/Розви, однако их название было изменено белыми поселенцами на "Синойя", а впоследствии трансформировалось в "Чинхои" благодаря племени Зезуру.
Поселение Синойя было официально основано в 1906 году как результат инициативы состоятельного итальянца, лейтенанта Маргерито Гуидотти, который организовал групповое поселение, пригласив 10 итальянских семей обосноваться на этой территории.
Город имеет важное историческое значение в контексте национально-освободительного движения Зимбабве: именно здесь, в районе современной Провинциальной больницы Чинхои, началась Вторая война Чимуренга (Война за освобождение).
В 1914 году в Чинхои был сформирован первый орган местного самоуправления — деревенский управленческий совет. Этот совет был создан для организации системы водоснабжения, обеспечения вывоза мусора и реализации различных санитарных мероприятий. Данный административный орган осуществлял управление поселением на протяжении 32 лет, вплоть до 1946 года.
С 1946 по 1974 год Чинхои, получивший статус городского управленческого совета, переживал период роста и развития. 1 июля 1974 года Чинхои стал муниципалитетом и обрел первого мэра.  Стратегическая цель муниципалитета — стать ведущим индустриальным городом Зимбабве путем предоставления качественных услуг. Административно Чинхои разделен на 16 районов, городской совет состоит из 16 советников, выбирающих церемониального мэра.

## География
Расположен примерно в 125 км к северо-западу от столицы страны, города Хараре, на берегу реки Маньяме. Абсолютная высота — 1186 метров над уровнем моря.

## Население
По данным на 2013 год численность населения составляет 63 014 человек.
Динамика численности населения города по годам:
| 2002   | 2013   |
| ------ | ------ |
| 56 794 | 63 014 |

## Транспорт
Чинхойи лежит на трассе A-1, соединяющей Хараре с замбийской границей, которая находится примерно в 250 км к северо-западу. В 10 км к югу от центра города имеется небольшой аэропорт для частных самолётов. Чинхойи соединён с Хараре железной дорогой, однако регулярного пассажирского железнодорожного сообщения между этими городами нет.